# گمینا اوتنگ
گمینا اوتنگ (به لهستانی:  Gmina Otyń) یک گمینا در لهستان است که در شهرستان نووا سول واقع شده‌است. گمینا اوتنگ ۹۱٫۶۴ کیلومتر مربع مساحت و ۶٬۱۷۵ نفر جمعیت دارد.